# Minigolf-Weltmeisterschaften
Als Minigolf-Weltmeisterschaften werden die Weltmeisterschaften im Bahnengolf bezeichnet, die seit 1991 im Zweijahresrhythmus ausgetragen werden.

## Überblick
| Nr. | Jahr | Austragungsort | Herren (Einzel)                                      | Herren (Mannschaft) | Damen (Einzel)                                | Damen (Mannschaft) | Senioren (Einzel)                         | Senioren (Mannschaft) | Seniorinnen (Einzel)                       | Seniorinnen (Mannschaft) |
| --- | ---- | -------------- | ---------------------------------------------------- | ------------------- | --------------------------------------------- | ------------------ | ----------------------------------------- | --------------------- | ------------------------------------------ | ------------------------ |
| 1   | 1991 | Oslo           | Raffael Noesberger                                   | Schweiz             | Miranda Graf                                  | Deutschland        |                                           |                       |                                            |                          |
| 2   | 1993 | Göteborg       | Andreas Winkel (1)                                   | Deutschland         | Alice Kobisch                                 | Deutschland        |                                           |                       |                                            |                          |
| 3   | 1995 | Hard           | Andreas Winkel (2)                                   | Deutschland         | Claudia Wiesenbauer                           | Deutschland        |                                           |                       |                                            |                          |
| 4   | 1997 | Studen         | Andreas Schallner                                    | Deutschland         | Gabriele Rahmlow                              | Österreich         |                                           |                       |                                            |                          |
| 5   | 1999 | Papendal       | Peter Zimmermann                                     | Deutschland         | Bianca Zodrow-Wenke (1)                       | Deutschland        |                                           |                       |                                            |                          |
| 6   | 2001 | Vaasa          | Alf Pettersson                                       | Schweden            | Karin Wiklund                                 | Schweden           |                                           |                       |                                            |                          |
| 7   | 2003 | Bad Münder     | Carl-Johan Ryner (1)                                 | Schweden            | Bianca Zodrow-Wenke (2)                       | Deutschland        |                                           |                       |                                            |                          |
| 8   | 2005 | Steyr          | Michel Rhyn                                          | Schweiz             | Corina Reinisch                               | Deutschland        |                                           |                       |                                            |                          |
| 9   | 2007 | Canegrate      | Marco Templin                                        | Deutschland         | Elisabeth Gruber                              | Deutschland        |                                           |                       |                                            |                          |
| 10  | 2009 | Odense         | Jonas Gustafsson                                     | Schweden            | Sandra Weaver                                 | Schweden           |                                           |                       |                                            |                          |
| 11  | 2011 | Stockholm      | Filiph Svensson (S) Walter Erlbruch (M)              | Schweden            | Stefanie Kern (S) Bianca Zodrow-Wenke (3) (M) | Deutschland        |                                           |                       |                                            |                          |
| 12  | 2013 | Bad Münder     | Achim Braungart Zink (S) Dennis Kapke (M)            | Deutschland         | Bianca Zodrow-Wenke (4) (S) Evelyn Haberl (M) | Deutschland        |                                           |                       |                                            |                          |
| 13  | 2015 | Lahti          | Marcel Noack                                         | Deutschland         | Stefanie Blendermann (2)                      | Deutschland        |                                           |                       |                                            |                          |
| 14  | 2017 | Nin            | Alexander Dahlstedt (S) Schweden Fredrik Persson (M) | Deutschland         | Melanie Hammerschmidt (S) Eva Molnarova (M)   | Deutschland        |                                           |                       |                                            |                          |
| 15  | 2019 | Zhouzhuang     | Carl-Johan Ryner (2) (S) Beat Wartenweiler (M)       | Schweden            | Stefanie Blendermann (3) (S) Anna Bandera (M) | Deutschland        |                                           |                       |                                            |                          |
| 16  | 2022 | Wanne-Eickel   |                                                      |                     |                                               |                    | Österreich Heinz Weber (S) Tim Clasen (M) | Deutschland           | Alice Kobisch (2) (S) Claudia Schuster (M) | Deutschland              |
|     |      |                |                                                      |                     |                                               |                    |                                           |                       |                                            |                          |

M: Matchplay
S: Strokeplay 